# Elm Creek (Teksas)
Elm Creek – jednostka osadnicza w Stanach Zjednoczonych, w stanie Teksas, w hrabstwie Maverick.